# Al-Dżubajl
Al-Dżubajl (arab. الجبيل) – miasto we wschodniej Arabii Saudyjskiej (Prowincja Wschodnia), nad Zatoką Perską; kompleks rafinerii ropy naftowej, huta aluminium, stalownia, największa w świecie odsalarnia wody morskiej, duży port handlowy z terminalem naftowym, kontenerowym; port rybacki. Według spisu ludności z 2010 roku miasto liczyło 337 778 mieszkańców.